# Фажан-ди-Сима
Фажан-де-Сима (порт. Fajã de Cima)  —  район (фрегезия) в Португалии,  входит в округ Азорские острова. Расположен на острове Сан-Мигел. Является составной частью муниципалитета  Понта-Делгада. Население составляет 3634 человека на 2001 год. Занимает площадь 11,89 км².
Покровителем района считается Дева Мария (порт. Nossa Senhora da Oliveira). 